# Enciklopedija Slovenije
La Enciklopedija Slovenije es una enciclopedia eslovena especializada en temas relacionados con Eslovenia. Consta de 16 volúmenes, y la publicó la editorial Mladinska knjiga entre los años 1987 y 2002, en colaboración con la Academia Eslovena de Ciencias y Artes.
Sus editores fueron Marjan Javornik, Dušan Voglar y Alenka Dermastia. Entre los editores de temas especializados se encuentran Rajko Pavlovec, Blaž Resman, Janez Stergar, Zdravko Mlinar, Peter Weiss, Tone Wraber, Aleš Krbavčič y Tone Ferenc.
En un principio, se imprimían 30.000 copias de los volúmenes, aunque más tarde la cantidad descendió a 15.000.

## Volúmenes
1. A-Ca. - 1987. - XVII, 421 páginas - 30.000 copias
2. Ce-Ed. - 1988. - XV, 416 páginas - 31.000 copias
3. Eg-Hab. - 1989. - XV, 416 páginas - 30.000 copias
4. Hac-Kare. - 1990. - XVII, 416 páginas - 30.000 copias
5. Kari-Krei. - 1991. - XV, 416 páginas - 22.000 copias
6. Krek-Marij. - 1992. - XV, 416 páginas - 20.000 copias
7. Marin-Nor. - 1993. - XV, 416 páginas - 20.000 copias
8. Nos-Pli. - 1994. - XVI, 416 páginas - 20.000 copias
9. Plo-Ps. - 1995. - XV, 416 páginas - 20.000 copias
10. Pt-Savn. - 1996. - XV, 416 páginas - 20.000 copias
11. Savs-Slovenska m. - 1997. - XV, 416 páginas - 18.000 copias
12. Slovenska n-Sz. - 1998. - XV, 416 páginas - 18.000 copias
13. Š-T. - 1999. - XV, 416 páginas - 18.000 copias
14. U-We. - 2000. - XV, 416 páginas - 15.000 copias
15. Wi-Ž; Overview. - 2001. - XV, 416 páginas - 15.000 copias
16. Apéndice A-Ž; Contenidos. - 2002. - XV, 416 páginas - 15.000 copias